# NGC 393
NGC 393 é uma galáxia elíptica (E-S0) localizada na direcção da constelação de Andromeda. Possui uma declinação de +39° 38' 38" e uma ascensão recta de 1 horas, 08 minutos e 36,9 segundos.
A galáxia NGC 393 foi descoberta em 5 de Outubro de 1784 por William Herschel.